# Mozia

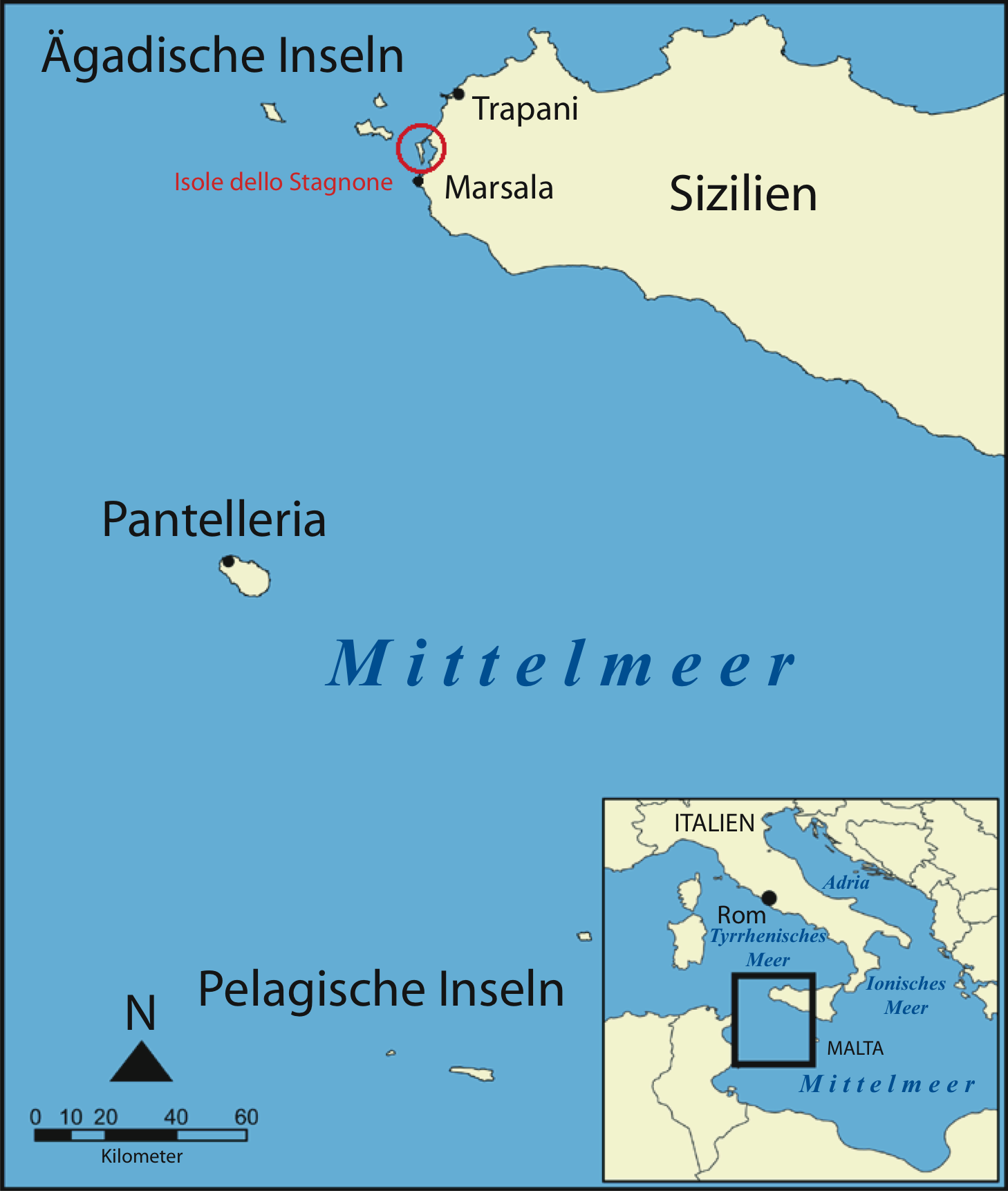
Lage im Westen von Sizilien

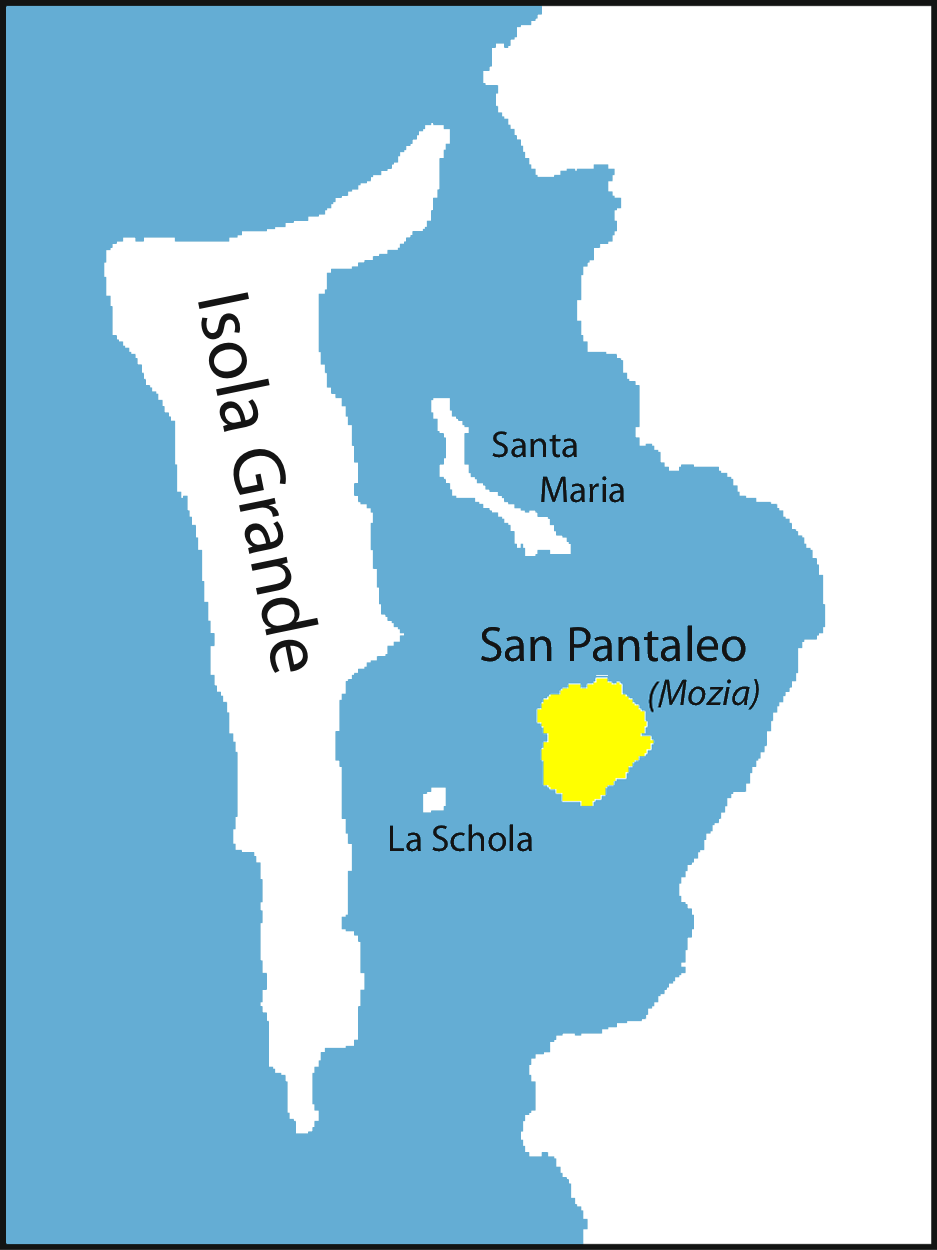
Lage von San Pantaleo in der InselgruppeIsole dello Stagnone di Marsala

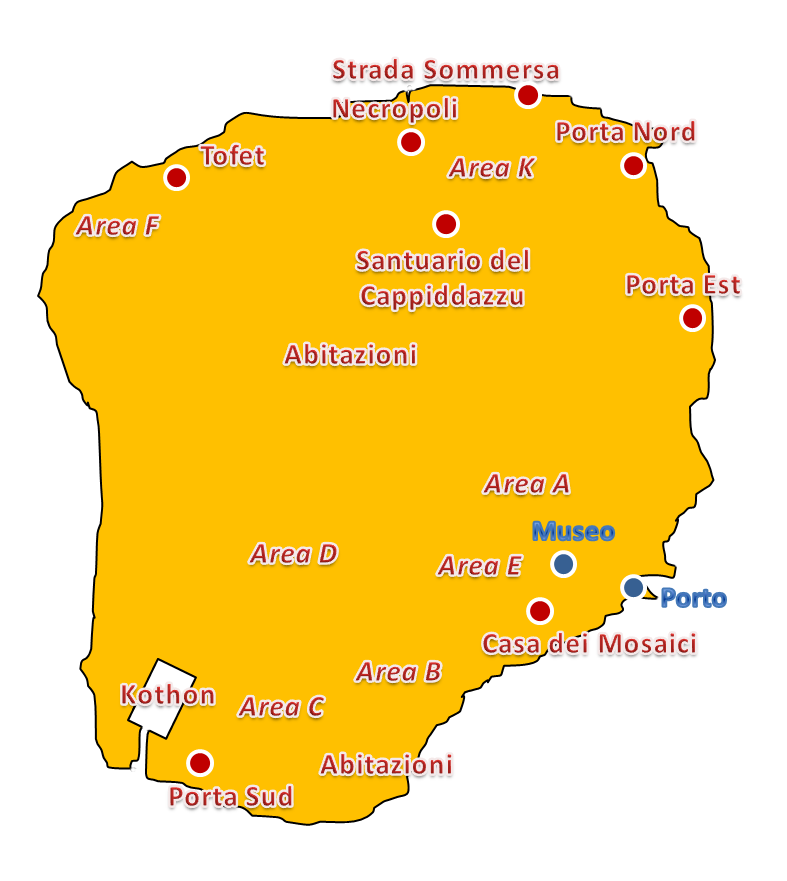
Karte der Insel mit der antiken Stadt Mozia

Mozia (it. Mozia oder Mothia, siz. Mozzia) ist eine antike phönizische Stadt auf der Insel San Pantaleo am westlichen Rand Siziliens in der Lagune Lo Stagnone, ca. acht Kilometer nördlich von Marsala. Die Siedlung auf der kleinen Insel ist interessant, weil sich dort nach der Zerstörung durch Dionysios I. von Syrakus nie mehr eine umfangreichere Besiedlung befand und Mozia für Archäologen daher die seltene Möglichkeit bietet, eine unüberbaute Stadt der Phönizier zu untersuchen.

## Geschichte
Die etwa 45 ha große Insel war eine bedeutende phönizisch-punische Niederlassung, den Griechen unter dem Namen Motya (altgriechisch: Μοτύα) bzw. Motye (attisch-griechisch: Μοτύη) bekannt. Es gibt unterschiedliche Deutungen des Stadtnamens (Mtw oder Hmtw geschrieben): Eine Übersetzung ist „Wollspinnerei“, eine andere aktuelle Hypothese verbindet den Namen mit dem akkadischen Wort metu, das stehendes Wasser bedeutet.
Thukydides berichtet, dass Motya eine der drei Städte war, in die sich die Phönizier nach der immer weiter nach Westen ausgreifenden griechischen Kolonisierung Siziliens zurückzogen. Archäologischen Funden zufolge wurde die phönizische Siedlung in der ersten Hälfte des 8. Jahrhunderts v. Chr. gegründet. Jedoch gab es schon seit der Kupfersteinzeit einheimische Siedlungen, von denen die mittel- bis endbronzezeitlichen (Motya Schicht IIA – IIIB, ca. 1650–900 v. Chr.) teilweise erforscht sind. Motya war zu Beginn der phönizischen Besiedlung (Motya IVA, ca. 800–750 v. Chr.) wohl nur eine Handelsniederlassung. Schwerpunkt der Besiedlung war der Norden der Insel. In der zweiten Hälfte des 7. Jahrhunderts dehnte sich die Siedlung nach Süden aus und entwickelte sich im 6. Jahrhundert so weit, dass man Motya als Stadt bezeichnen kann. Eine befestigte Straße, die von Diodor beschrieben wurde und auf Satellitenbildern sichtbar ist, existiert auch heute noch in Teilen und führte über den Lagunengrund von der Nordseite der Insel auf die Hauptinsel Sizilien nach Birgi Vecchioe. Ob diese Straße zur damaligen Nutzungszeit knapp über oder knapp unter der Wasseroberfläche lag, wird derzeit noch von Archäologen erforscht. Diodor überliefert ferner, dass die Stadt 397 v. Chr. durch Dionysios I. von Syrakus erobert wurde. Zwar konnte Motya danach von den Karthagern zurückerobert werden, doch die Bürger siedelten lieber im neu gegründeten und schnell aufblühenden Lilybaion, das als uneinnehmbar galt. Auf der Insel blieben lediglich einige Gutsherren zurück, die dort bis zum Ende des ersten Punischen Krieges Landwirtschaft betrieben. Die Siedlung besaß aber wohl keine Bedeutung mehr, weshalb sie nicht mehr von antiken Autoren erwähnt wurde.

### Kothon
Ursprünglich wurde angenommen, dass der Kothon ein Hafenbecken sei. Neuere Forschungen durch Lorenzo Nigro von der Sapienza Università di Roma zeigen den Kothon von Mozia als heiligen Teich im Zentrum eines heiligen Bezirks. In der Mitte des Teichs befindet sich ein Podium, auf dem eine Statue von Baal (Gott) stand, die vermutlich 2,40 m hoch war.
Der heilige Bezirk ist umgeben von einem Temenos, einer runden, drei Meter hohen Mauer mit einem Durchmesser von 118 m. Diese umfasst neben dem Kothon Tempel des Baal (Gott) und einen Tempel der Astarte ein weiteres Gebäude, das als „Sanctuary of the Holy Waters“ bezeichnet wird.

## Heutiger Zustand
Durch tektonische Veränderungen ist die damals vorhandene Verbindung zur Hauptinsel versunken, die Straße ist aber noch deutlich im flachen Wasser der Lagune sichtbar. Von der ehemals mächtigen Stadt sind heute noch einige Befestigungsanlagen sowie der Kothon, das Heiligtum „Cappiddazzu“, das Tofet und Grundmauern einiger Häuser vorhanden. Ein kleines Museum beherbergt bei den Ausgrabungen gefundene Keramiken, Kleinplastiken, Münzen und ähnliches.
Die Stadt zählt zur Tentativliste für das UNESCO-Kultur- und -Naturerbe in Sizilien.

## Bilder

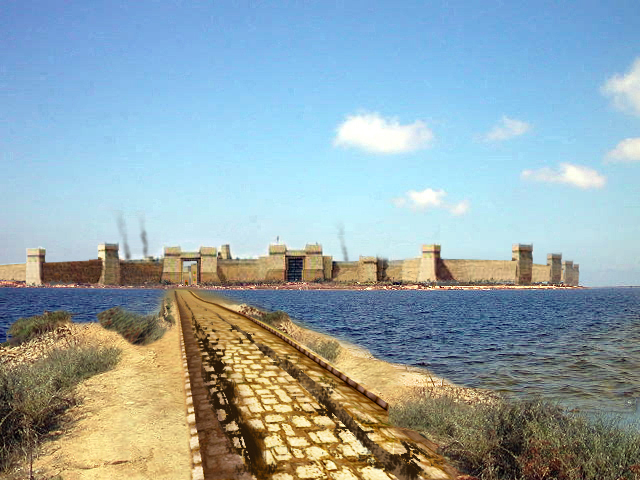
Rekonstruierte Nordseite von Mozia
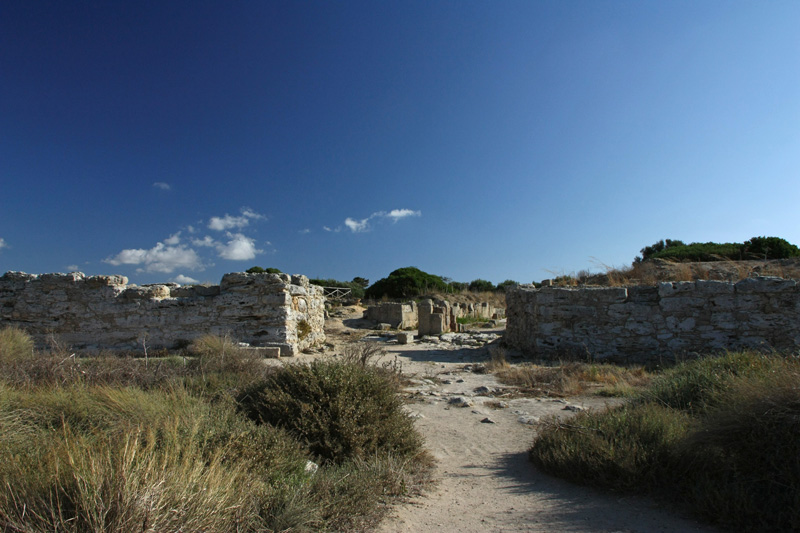
Porta Nord
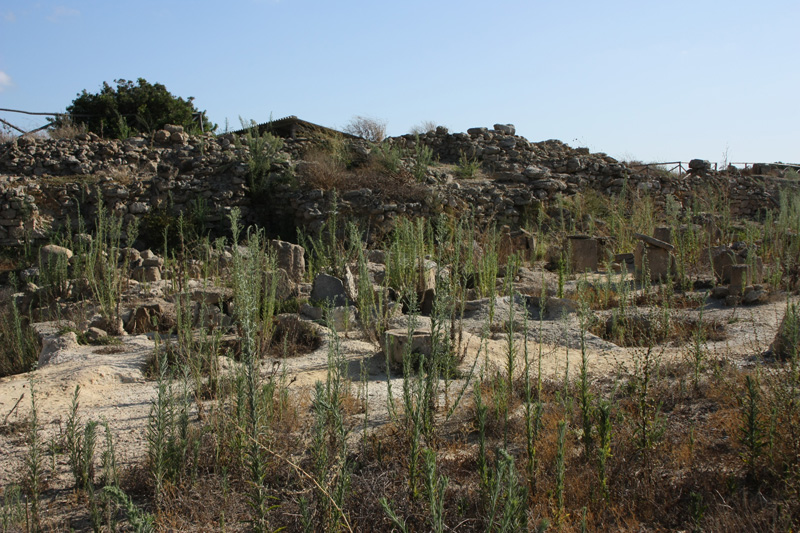
Nekropolis von Mozia
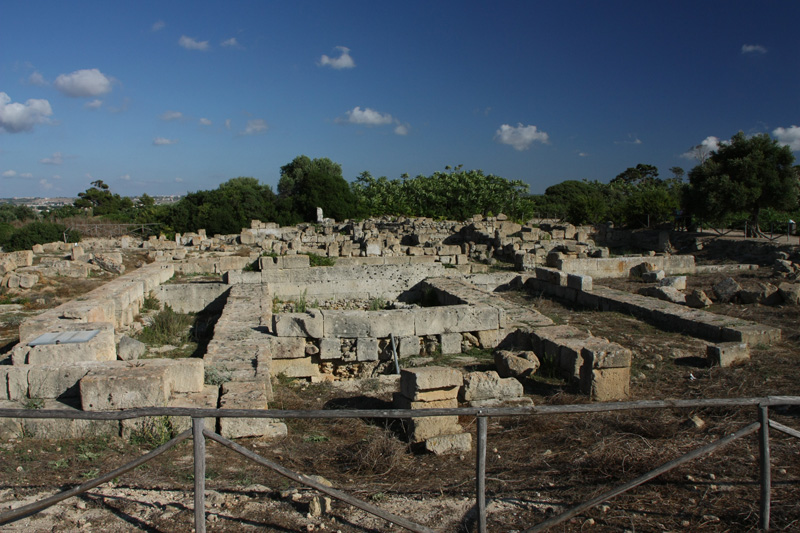
Capiddazzu-Schrein
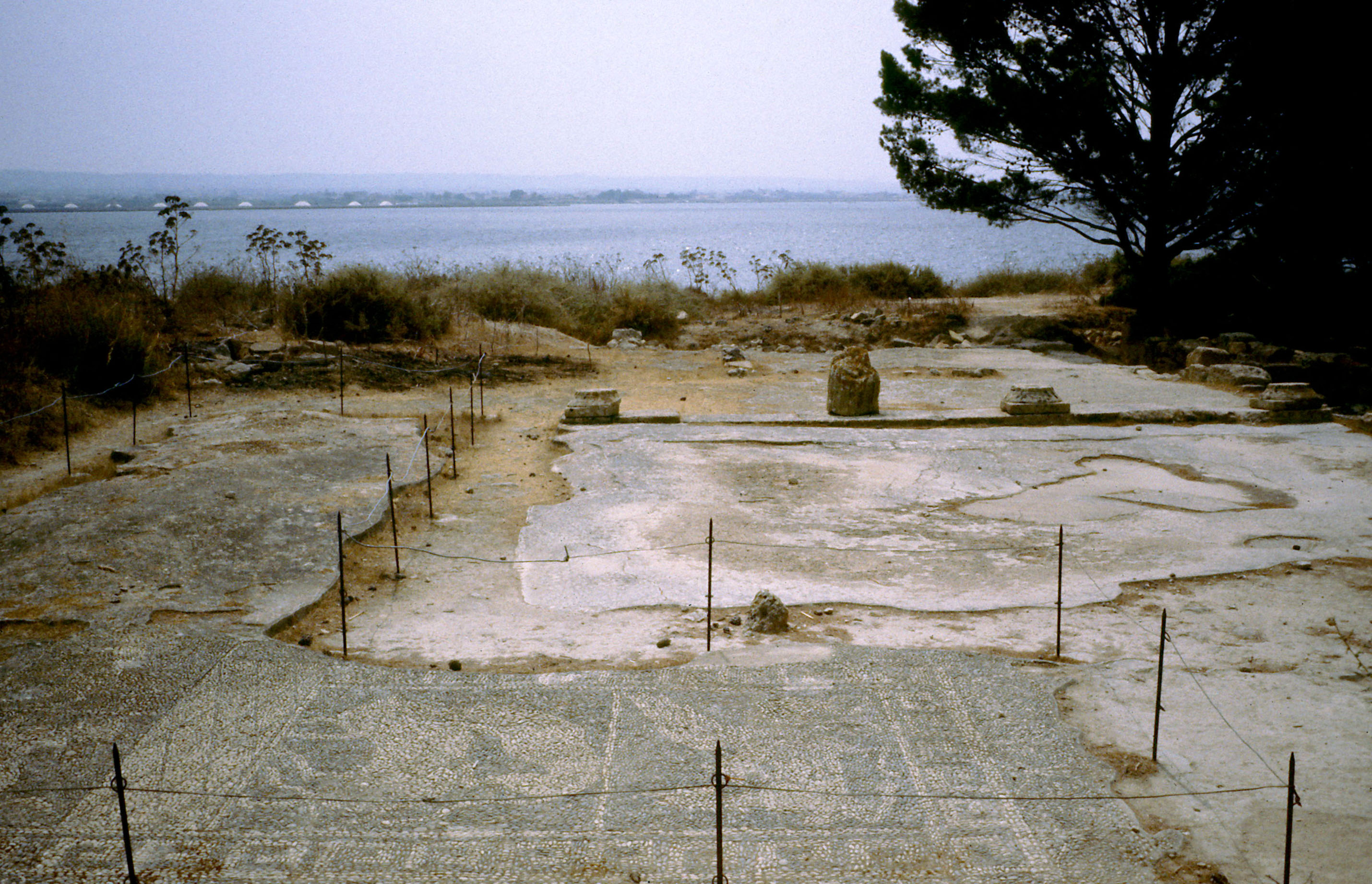
Haus der Mosaike
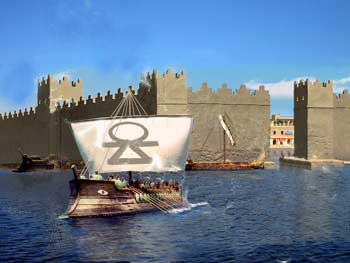
„Kothon“ von Mozia (Rekonstruktion)
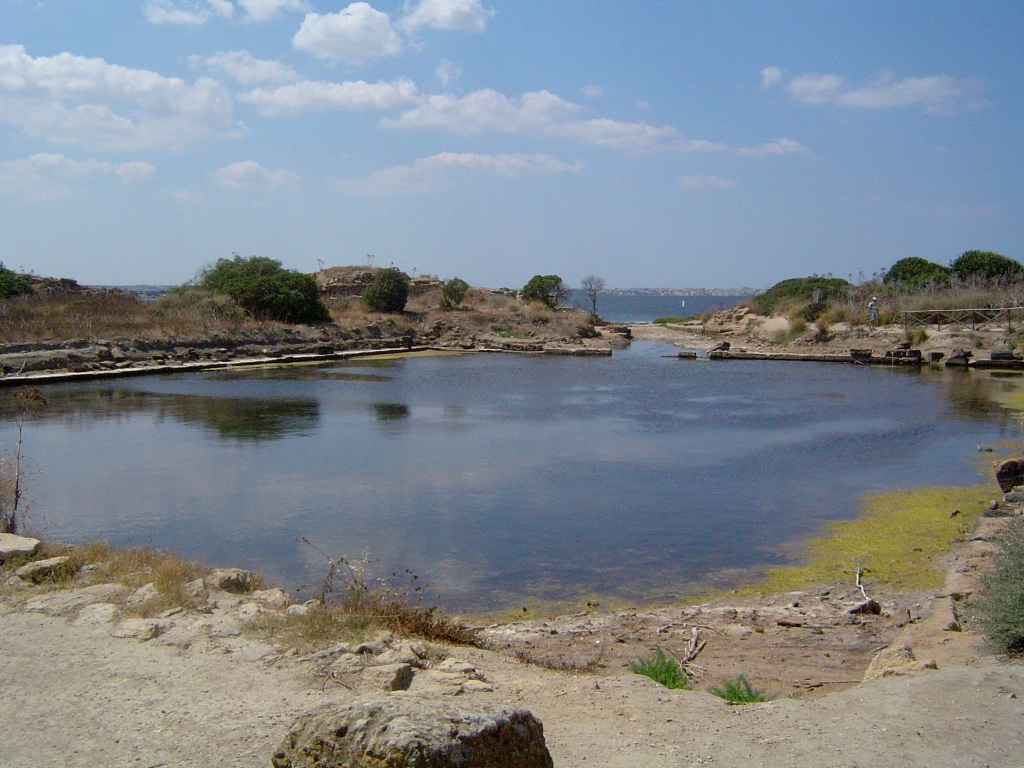
Kothon von Mozia
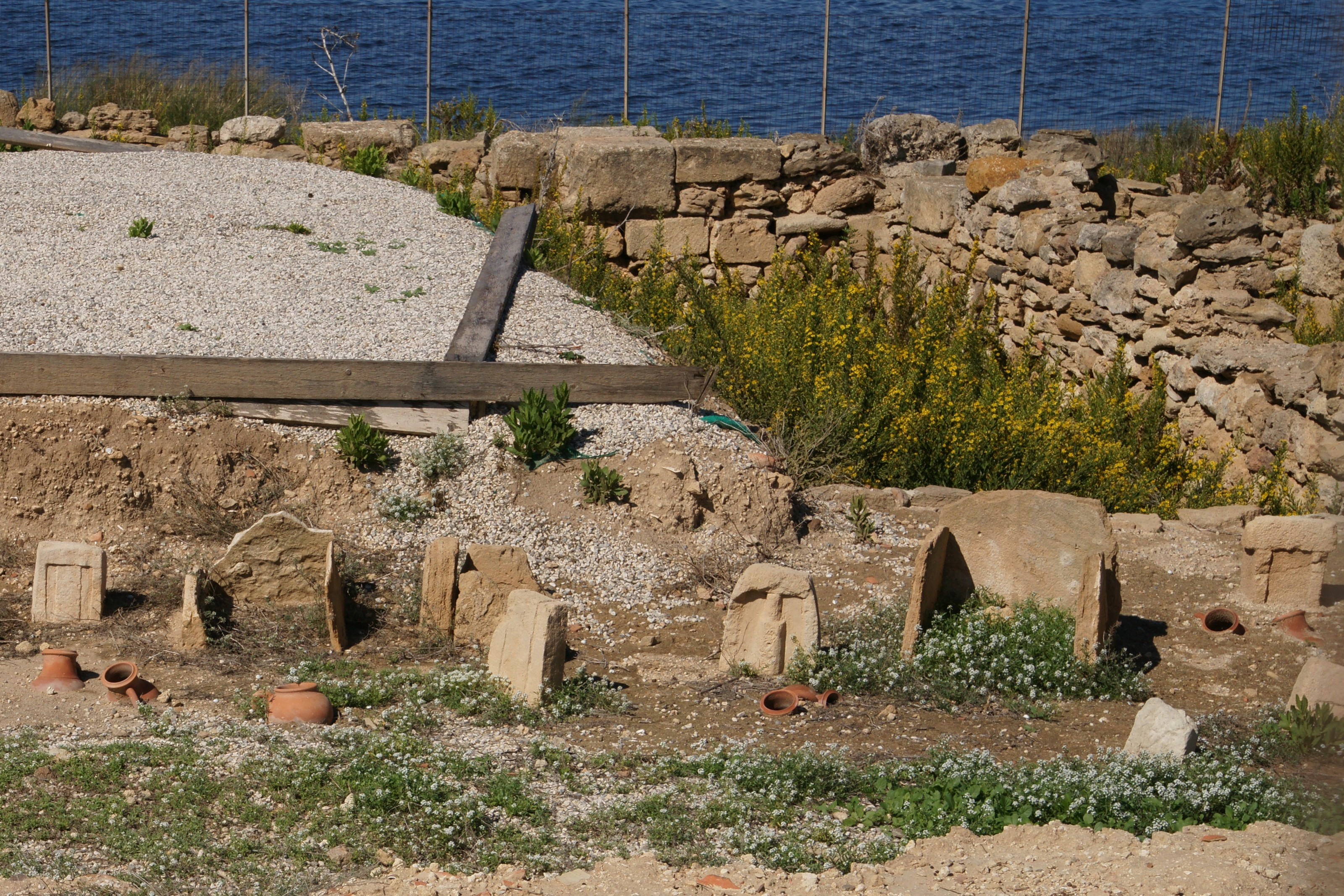
Tofet
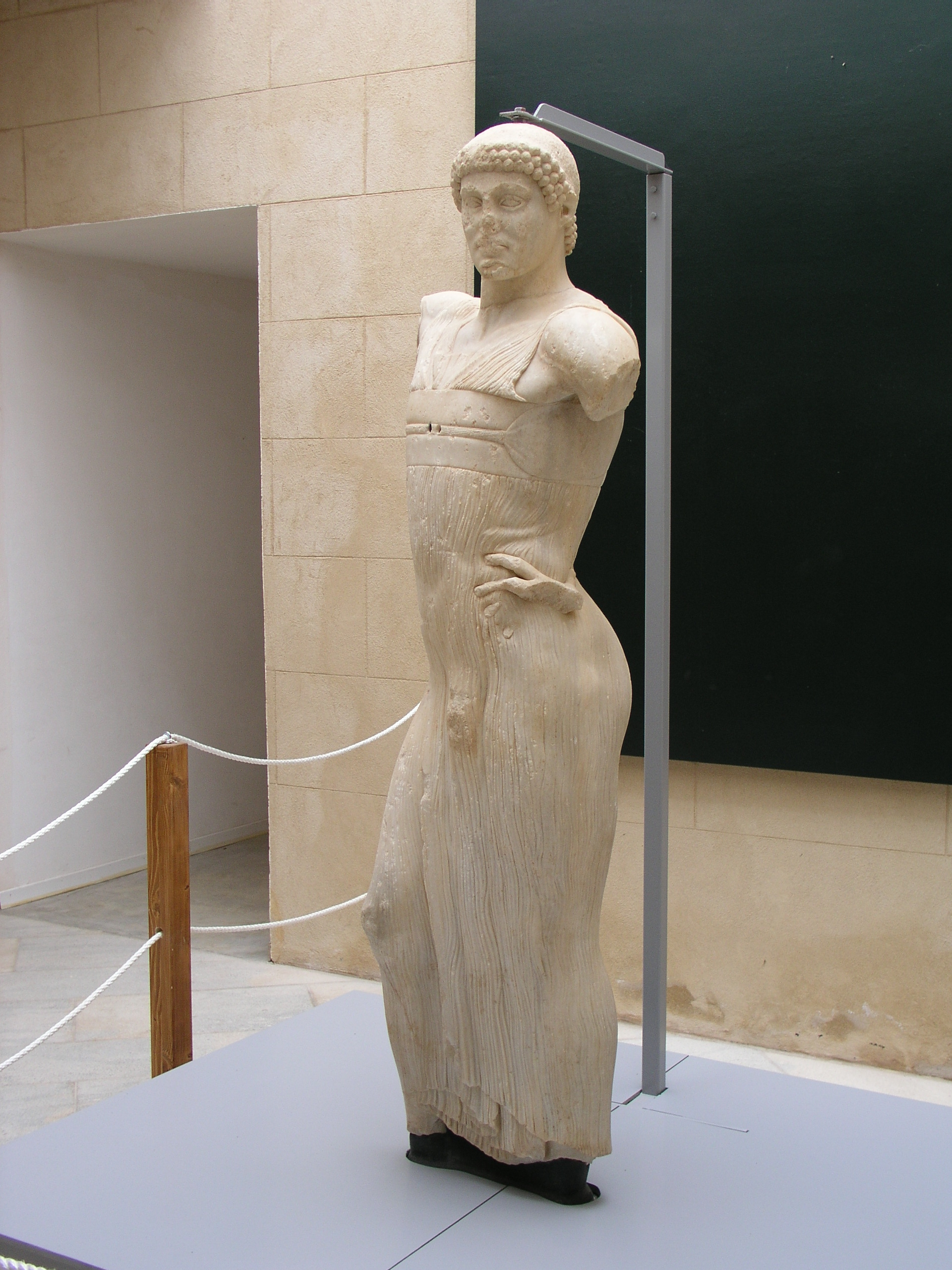
Jüngling von Mozia, Museum Mozia